# Josef Schettina
Josef Schettina, někdy uváděný i jako Šettina nebo Šetina (7. srpna 1903 Praha – ??? (po listopadu 1964) 
byl český herec a divadelní režisér.

## Život
Byl synem poštovního úředníka Jana a matky Karoliny, roz. Krejčířové. Odešel z Jiráskova gymnázia v Resslově ulici v Praze, aby od roku 1920 studoval na Dramatickém oddělení Státní konzervatoře hudby v Praze, kde absolvoval v roce 1924. 
V roce 1923 se podílel spolu s Jiřím Frejkou a Miloslavem Jarešem na vzniku Scény adeptů v Legii malých (mladých), jako pokračování dřívějšího Volného sdružení posluchačů konzervatoře, což umožňovalo hrát dále pod záštitou školy.  Zde působili mladí konzervatoristé mj. František Salzer, Jan Škoda, Otomar Korbelář, Ella Posnerová, Jiří Vasmut, Bohuš Záhorský, Emilie Hráská, Václav Trégl, Jarmila Horáková, Světla Svozilová, Ladislav Boháč a Hanuš Thein. Rovněž hudebníci Miroslav Ponc a Jaroslav Ježek, výtvarník František Zelenka, tanečníci Míra Holzbachová, Anka Čekanová a Saša Machov.  
V roce 1926 byl v prvním souboru Frejkova Osvobozeného divadla, hrajícího v Divadle Na Slupi. 
V letech 1926/1927 působil v Gamzově Uměleckém studiu. 
V roce 1929 působil u Jiřího Frejky v Moderním studiu. 
V letech 1943/1944 působil v Divadle práce (od roku 1944 zvaném Pražské lidové divadlo a vedené Jaroslavem Hurtem), sídlícím v michelské Besedě. 
Od července 1945 působil v Městském divadle v Mostě jako režisér a ředitel. Činnost souboru byla zahájeno uvedením Tylovy hry Kutnohorští havíři v jeho režii. 
V sezoně 1947/1948 byl angažován v Praze v Divadle města Žižkov jako režisér a herec.  Následně se umělecky odmlčel. Datum úmrtí není známo, ještě v závěru roku 1964 vedl korespondenci. 

## Divadelní režie, výběr
- 1924 Fráňa Šrámek: Červen, uvedeno v rámci Večera české poezie, Legie malých/Scéna adeptů
- 1924 N. N. Jevrejnov: Veselá smrt, spolurežie s Jiřím Frejkou, Legie malých/ Scéna adeptů
- 1925 Molière: Šibalství Scapinova, Legie malých/Scéna adeptů
- 1926 Marcel Achard: Chcete se mnou hrát?, Umělecké studio (v Umělecké besedě)
- 1945 Josef Kajetán Tyl: Kutnohorští havíři, Městské divadlo Most
- 1946 Oscar Wilde: Na čem záleží, Městské divadlo Most
- 1947 Ladislav Stroupežnický: Mikuláš Dačický z Heslova (Zvíkovský rarášek/Paní mincmistrová), Divadlo města Žižkova
- 1948 V. Rakous: Modche a Rezi, Divadlo města Žižkova [12]

## Divadelní role, výběr
- 1923 Jiří Frejka: Kithairon, role: Psovod, Profesor, režie Jiří Frejka (oficiálně byl však uveden jako režisér Josef Schettina, protože byla obava, že by konzervatoř zřejmě nedovolila vystoupit svým posluchačům pod režií studenta gymnázia, kterým v tu dobu byl Jiří Frejka) [13] [14]
- 1926 Molière: Cirkus Dandin, Jiří Dandin, Osvobozené divadlo (v Divadle Na Slupi), režie Jiří Frejka
- 1926 starofrancouzská fraška: Fraška o Mimínovi, Možný, Osvobozené divadlo (v Divadle Na Slupi), režie Jiří Frejka
- 1927 William Shakespeare: Dvanáctá noc aneb jak chcete, Valentin, Umělecké studio, režie Vladimír Gamza
- 1928 William Shakespeare: Romeo a Julie, Benvolio, Moderní studio
- 1933 Jiří Mahen: Klaun Čokoláda, Kasař, Nové avantgardní divadlo Praha
- 1947 M. A. Šimáček: Svět malých lidí, Lábl, Divadlo města Žižkova